# Limnophyton angolense
Limnophyton angolense là một loài thực vật có hoa trong họ Alismataceae. Loài này được Buchenau mô tả khoa học đầu tiên năm 1903.